# Sismo e tsunâmi de Celebes de 2018
Um sismo seguido de tsunâmi atingiu a Ilha Celebes, na Indonésia, no dia 28 de setembro de 2018, com seu epicentro localizado na região montanhosa de Donggala, Península Minahassa, região de Celebes Central. O terremoto foi localizado a 77 km da capital da província, Palu, e foi sentido tão longe quanto Samarinda, no leste de Calimantã, e também em Tawau, na Malásia. Este evento foi precedido por uma sequência de tremores, o maior dos quais foi um tremor de magnitude 6,1 que ocorreu mais cedo naquele dia.
Após o tremor principal, um alerta de tsunâmi foi emitido para o Estreito de Macáçar, mas foi cancelado uma hora depois. No entanto, um tsunâmi localizado atingiu mais tarde a cidade de Palu, varrendo casas e edifícios em terra. Foram confirmados 4 340 mortos  e 10 679 feridos. Mais de 48 mil ficaram desabrigados. A Agência Meteorológica, Climatológica e Geofísica da Indonésia confirmou que um tsunâmi havia sido disparado com sua altura atingindo um máximo estimado de 4 a 6 metros, para os assentamentos de Palu, Donggala e Mamuju ao longo de seu caminho.

## Localização tectónica
Celebes está dentro da complexa zona de interação entre as placas australiana, pacífica, filipina e de Sonda, na qual muitas pequenas microplacas estão localizadas. A principal estrutura ativa em terra do norte de Celebes é a falha lateral esquerda NNW-SSE de tendência de deslizamento de Palu-Koro que forma a fronteira entre os blocos de Sula do Norte e Macáçar.

## Sismo

### Tremores iniciais

Mapa do sismo de Celebes.

O tremor principal foi precedido por uma sequência de tremores menores começando cerca de três horas antes com um evento 6,1 Mw, seguido por vários outros, todos localizados na área imediatamente ao sul do epicentro principal.
O primeiro tremor ocorreu às 15h00, hora local. O terremoto atingiu uma profundidade de 10 km com uma magnitude de 5,9 ML (BMKG). O Serviço Geológico dos Estados Unidos (USGS) registrou o tamanho do terremoto de 6,1 Mw. Forte agitação foi sentida em Donggala. Pelo menos uma pessoa foi morta por detritos caídos enquanto 10 outras pessoas ficaram feridas. Autoridades confirmaram que dezenas de estruturas foram danificadas ou destruídas no terremoto.

### Tremor principal
A magnitude do tremor principal foi inicialmente relatada como M7.7 pelo USGS e pelo BMKG. O USGS posteriormente revisou sua estimativa para M7.5 e o BMKG indonésio revisou para M7.4. O mecanismo focal do terremoto mostrou que ele foi causado por falhas de escorregamento em falhas que tendiam aproximadamente a norte-sul ou a oeste-leste. Uma análise mais aprofundada das formas de onda sísmicas sugere que uma falha na tendência norte-sul oferece um melhor ajuste.
O tremor principal ocorreu às 18h02, horário local, durante o horário de pico. O tremor foi sentido tão longe quanto Samarinda, a capital de Calimantã do Leste, a oeste e Macáçar no sul. Também foi sentido em várias partes em Gorontalo, localizado no norte e também foi sentido em Tawau, na Malásia. Tremor violento foi relatado em Donggala e Palu. Blackouts ocorreram em toda a área e as telecomunicações caíram. A estatal Telkomsel informou que mais de 500 torres de comunicação sem fio foram danificadas pelo terremoto.
As autoridades indonésias confirmaram que ninguém foi capaz de contatar uma única pessoa de Donggala, a cidade mais próxima do epicentro. Contatos foram finalmente estabelecidos em 30 de setembro.

### Réplicas
O terremoto principal foi seguido por uma série de réplicas, com 14 de M≥5,0 nas primeiras 24 horas.

### Intensidade
O terremoto foi sentido em uma área ampla. Agitação notável, variando de II-III, foi relatada em Samarinda, Macáçar e Tawau. O mais forte tremor foi sentido na Regência Donggala, onde uma intensidade máxima de IX (violenta). A intensidade máxima em Palu, a capital da província de Sulawesi Central, estava em VII (forte). De acordo com a Agência Indonésia para Avaliação e Aplicação de Tecnologia (BPPT), a energia liberada pelo terremoto foi 200 vezes maior que a liberada no bombardeio nuclear de 1945 em Hiroshima. A análise também mostrou que a linha costeira localizada perto da ruptura em Palu e Donggala teve uma diminuição em sua altura. Quedas de altura de 0,5 - 1 metro foram registradas, enquanto um aumento de altura de cerca de 0,3 cm foi registrado em Banawa.

## Tsunami
Um alerta de tsunâmi foi emitido em Palu e Donggala. Os avisos foram enviados via SMS, que foi enviado pelo Ministério da Comunicação e Informação da Indonésia. Os moradores de Donggala deviam esperar ondas de tsunâmi com altura de 0,5 a 3 metros, enquanto os moradores de Palu poderiam esperar ondas de tsunâmi com altura inferior a 0,5 metro. O tsunâmi, no entanto, atingiu mais do que o esperado. Moradores de Palu relataram ondas com altura de mais de 2 metros, enquanto vários outros afirmaram que as ondas conseguiram chegar ao segundo andar.
As autoridades indonésias calcularam o tempo estimado de chegada do tsunâmi. O cálculo sugere que o tsunâmi chegaria em Palu aproximadamente 20 minutos após o terremoto. Por volta das 17h27, hora local, a agência meteorológica de Mamuju detectou ondas de tsunâmi. O alerta de tsunâmi foi cancelado às 17h37. No momento, o tsunâmi atingia Palu.
Como Palu está localizada no final de uma baía estreita, a força do tsunâmi foi intensificada quando as águas entraram. As autoridades confirmaram que as ondas que atingiram Palu tinham 5 metros de altura, com algumas chegando a 6 metros.
O tsunâmi pegou os geólogos de surpresa. Desde que o terremoto foi um terremoto de falha de deslizamento, era esperado que o tsunâmi estivesse a uma altura baixa, com uma altura máxima de aproximadamente 2 metros. Durante um terremoto de falha de deslizamento, os movimentos das crostas foram em grande parte em movimento horizontal, enquanto a maioria dos tsunâmis ocorreu em terremotos com movimento vertical. Uma explicação é que o terremoto provocou deslizamentos submarinos, causando o tsunâmi.

## Danos

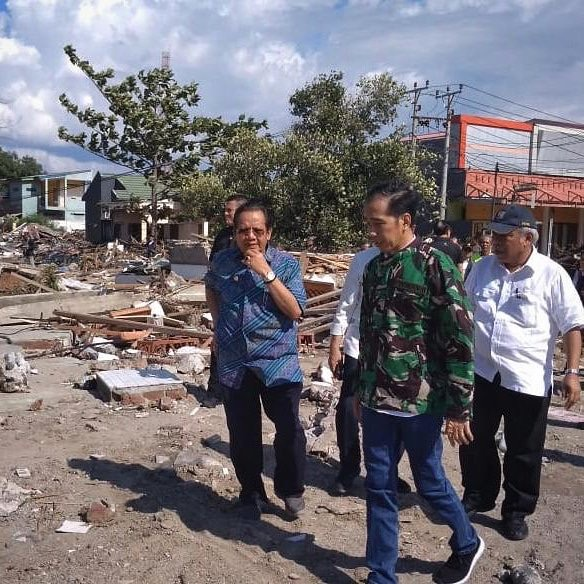
Presidente Joko Widodo em meio a escombros.

Em Palu, a capital de Celebes Central, uma mesquita e uma parte importante do Hospital Antapura entraram em colapso. O Tatura Mall de Palu, um dos mais antigos centros comerciais de Palu, desmoronou, prendendo dezenas de pessoas. Um hotel de oito andares, identificado como Roa-Roa Hotel, também desmoronou, prendendo inúmeros convidados do hotel, vários dos quais participantes do festival anual de parapentes de Palu. Na época do terremoto, 76 dos 80 quartos do hotel estavam ocupados.
O Aeroporto Mutiara SIS Al-Jufrie, de Palu, foi forçado a fechar, já que grandes rachaduras, uma das quais com 500 metros de comprimento, haviam se formado na pista. Oficiais do aeroporto confirmaram que o sistema de navegação foi danificado e a torre de controle do aeroporto entrou em colapso. Um controlador de tráfego aéreo, que estava assistindo à decolagem de um avião da Batik durante o terremoto, acabou morto. O aeroporto foi reaberto para operação limitada em 29 de setembro de 2018. Centenas de passageiros ficaram presos no aeroporto. Operação normal retornada em serviço em 30 de setembro.

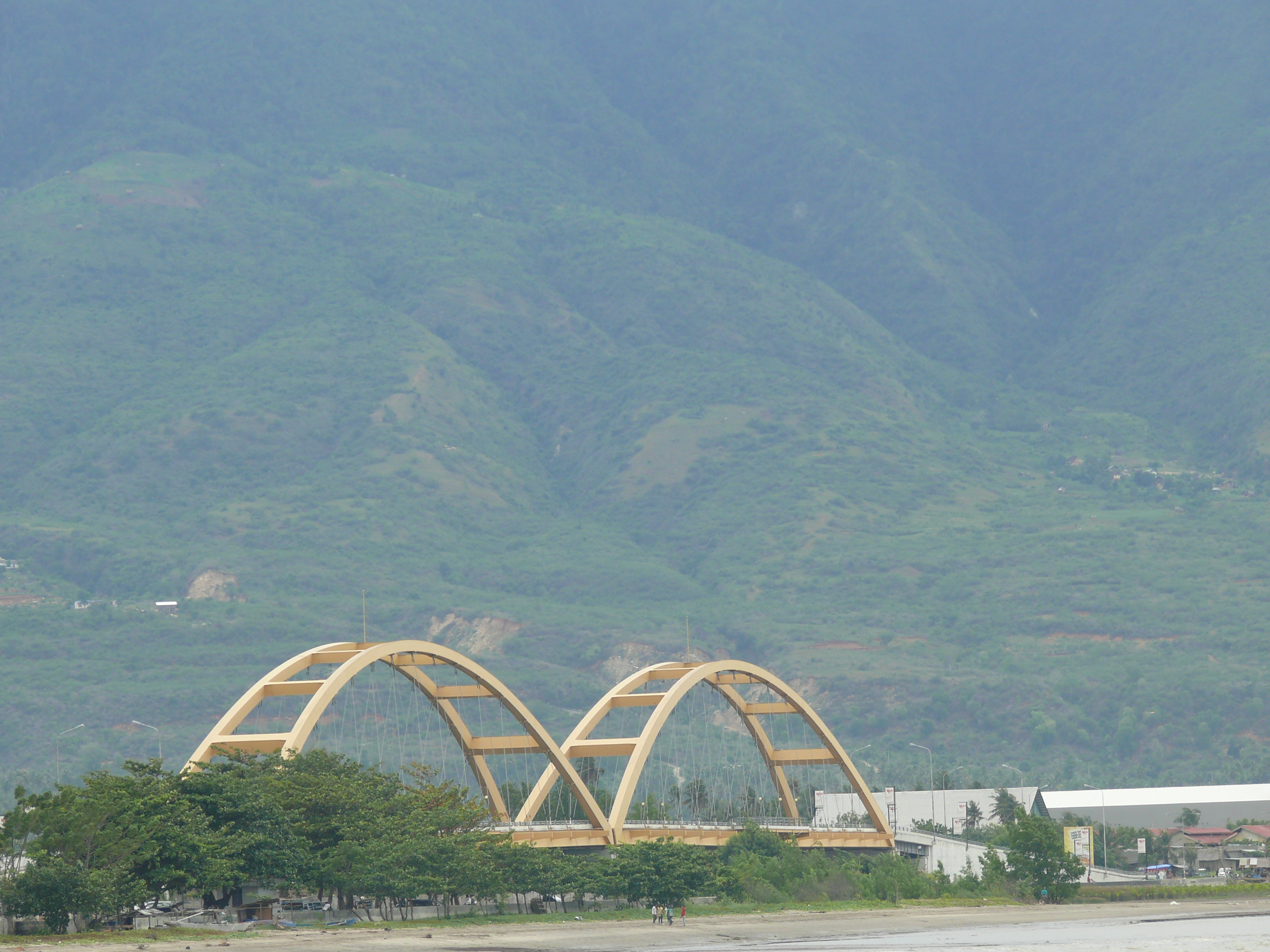
Ponte Kining Ponulele, antes do sismo.

Autoridades confirmaram que numerosos assentamentos e áreas residenciais, incluindo cerca de 66 mil casas, foram destruídas pelo terremoto e pelo tsunâmi. O tsunâmi também causou grandes danos aos portos de Palu. No Porto Pantoloan, um guindaste de Quay entrou em colapso e foi varrido pelo tsunâmi. No Porto Wani, danos estruturais foram registrados, enquanto o Porto de Ogoamas se moveu 3 cm para a direita devido ao terremoto.
Autoridades confirmaram que a icónica ponte de Palu, a Ponte Kuning Ponulele, que também foi a primeira ponte em arco na Indonésia, foi destruída pelo terremoto e pelo tsunâmi que se seguiu. Estradas de e para a cidade, conectando-a a Macáçar e Poso, também foram severamente danificadas. Houve também relatos de deslizamentos de terra.
A comunicação com a área afetada foi severamente prejudicada, com o Presidente Joko Widodo sendo inicialmente incapaz de contatar o governador Longki Djanggola. Hospitais locais foram danificados, com o diretor do Hospital Palu Undata optando por tratar as vítimas fora do hospital e fez um apelo público para tendas, remédios, telas e enfermeiras. Um administrador de uma prisão em Palu informou que mais da metade de seus 560 prisioneiros fugiram em pânico quando as paredes da prisão desmoronaram.
Imediatamente após o terremoto, prisioneiros da Penitenciária de Donggala, em Celebes Central, revoltaram-se e incendiaram a prisão, exigindo que fossem recebidos por suas famílias. Pelo menos 100 prisioneiros conseguiram escapar. A prisão teria sofrido danos graves.
Maior liquefação do solo foi relatada na Regência Sigi, que fica localizada ao sul de Palu. Numerosas testemunhas oculares afirmaram que a quantidade total de líquido, que foi liberada pelo solo, era tão imensa que os edifícios e estruturas foram varridos. Houve também relatos de que um povoado inteiro tenha desaparecido.